# Franz Willy Neugebauer
Franz Willy Neugebauer (* 29. September 1904 in Waltersdorf, Nordmähren; † 12. März 1975) war ein deutscher Trompetenvirtuose, Komponist und Dirigent.

## Leben
Franz Willy Neugebauer entstammte einer musikalischen Familie. Seine Urgroßmutter war eine geborene Schubert. Sein Vater Wilhelm, der Leiter einer Blas- und Streichkapelle sowie Leiter der Stadtpfeife in Hannsdorf, Kreis Mährisch-Schönberg war, nahm ihn frühzeitig in die Musiklehre. Schon in frühester Jugend erhielt er von seinem Vater Unterricht auf der Violine und Trompete. Nach der schulischen Ausbildung besuchte er von 1920 bis 1925 das staatliche Prager Konservatorium und studierte als Hauptfach Violine und als Nebenfach Trompete. Gegen den großen Widerstand seines Vaters nahm er 1927 seine erste Stelle als Trompeter im Kurorchester in Johannisbad bei Reichenberg in Böhmen an. Schon 1928 erhielt er die Stelle des Solotrompeters im Städtischen Orchester in Teplitz-Schönau. Parallel dazu besuchte er von 1928 bis 1931 die staatliche Musikakademie Dresden – nun mit dem Hauptfach Trompete. Sein Lehrer war Wilhelm Simon, der Solotrompeter der Dresdner Staatskapelle.
Vom 1. September 1931 bis 1936 blies er die Solotrompete an der Städtischen Oper Berlin. Von Januar 1937 bis 1944 war er Solotrompeter an der Städtischen Oper (Gürzenich-Orchester) in Köln. In diese Kölner Zeit fällt auch seine erste Tätigkeit an der staatlichen Hochschule für Musik Köln als Lehrer für Trompete. Nach Kriegsende gab er ein kurzes Gastspiel bei den Münchner Philharmonikern unter Leitung von Prof. Hans Rosbaud, der ihn 1948 als Solotrompeter zum Südwestfunk Baden-Baden mitnahm. Von Mai 1950 bis zu seiner Pensionierung am 1. Oktober 1969 war er Solotrompeter beim Sinfonieorchester des WDR Köln.
Musikalisch war er sowohl der konzertanten, sinfonischen Musik als auch der virtuosen Blasmusik verbunden. Als Solist hörte man ihn mehr als zwei Jahrzehnte im Hörfunk, z. B. bei den regelmäßigen sonntäglichen Hafenkonzerten aus Duisburg.
Unvergessen sind auch gesendete sinfonische Werke, bei denen er als Solist mitwirkte, z. B. „Die Geschichte vom Soldaten“ (Strawinski) oder das Trompetenkonzert von André Jolivet.
Neben seiner Tätigkeit als Solotrompeter im Sinfonieorchester des WDR Köln war er einige Jahre Dozent an der Rheinischen Musikschule der Stadt Köln sowie an der Folkwangschule in Essen.
Besonders hervorzuheben ist auch seine Verbundenheit zu den Bayreuther Richard-Wagner-Festspielen. Seit 1937 blies er dort die Solotrompete und stellte unter so berühmten Dirigenten wie Joseph Keilberth, Hans Knappertsbusch, Wilhelm Furtwängler und Herbert von Karajan sein Können unter Beweis. Im Jahr 1962 beging er in Bayreuth sein 25-jähriges Festspieljubiläum.
Trotz seiner Berufung zu Rundfunk und Fernsehen im In- und Ausland pflegte er die Verbindung zu zahlreichen Amateurmusikvereinen. Nach seiner Pensionierung im Jahr 1969 widmete er sich voll der instrumentalen Volksmusik und führte mehrere Liebhaberblaskapellen auch mit zahlreichen eigenen Kompositionen zu einer erstaunlichen musikalischen Reife.
Mit seinem musikalischen Engagement führte er die Laienmusik zu einem unerhörten Aufschwung und setzte neue stark Akzente. An zahlreichen Musikschulen im Bergischen Land – seiner Heimat nach der Pensionierung – bildete er qualifizierte Nachwuchskräfte der Volksmusik aus. Seine Kompositionen gehören zum Repertoire vieler Musikvereine. Für diese Verdienste um die Volksmusik wurde ihm die Goldene Fördermedaille des Deutschen Volksmusikerbundes verliehen.
Er starb am 12. März 1975 und wurde in Wipperfürth im Bergischen Land bestattet.

## Alben
- Die Post im Walde – Der Karneval in Venedig – An der Weser – Behüt' dich Gott, es wär' zu schön gewesen. Polydor 1960.
- Warum ist es am Rhein so schön? – Großes Rheinlieder-Potpourri mit Willy Schneider, Willy Hofmann, Franz Fehringer. Polydor, Mono-Aufnahme 1962 (21 Titel).
- Die Post im Walde – An der Weser. Polydor 1964.
- Grüßt mir das blonde Kind vom Rhein – Ein rheinischen Mädchen bei rheinischen Wein. Polydor 1964.
- Bekannte Trompetenstücke: Die Post im Walde u. a. Intercord, Stereo-Aufnahme (11 Titel).

| Personendaten    | Personendaten                                       |
| ---------------- | --------------------------------------------------- |
| NAME             | Neugebauer, Franz Willy                             |
| KURZBESCHREIBUNG | deutscher Trompetenvirtuose, Komponist und Dirigent |
| GEBURTSDATUM     | 29. September 1904                                  |
| GEBURTSORT       | Waltersdorf, Nordmähren                             |
| STERBEDATUM      | 12. März 1975                                       |